# Хьюсон, Лив
Лив Хьюсон (англ. Liv Hewson, род. 29 ноября 1995 года) ― австралийская актриса и драматург.

## Юность
Хьюсон родилась в Канберре, выросла в пригороде Хьюза и училась в средней школе Альфреда Дикина и колледже Канберры. У Хьюсон есть три брата. Её мать, Анджела ― государственный служащий, а отец, Тони ― психолог. Лив выступала в составе Молодёжного театра Канберры. Взрослея, семья смотрела много американских телевизионных шоу, таких как «Симпсоны» и «Футурама», которые, по словам Хьюсон позволяли перенять американский акцент.

## Карьера
В 2014 году Хьюсон отправилась в Лос-Анджелес, чтобы посетить семинар по актёрскому мастерству. В 2016 году Хьюсон сыграла главную роль Клэр Дункан в фантастическом веб-сериале «Мир дорам». В 2017 году последовала роли в драме «Матрица времени» и сериалах «Вершина озера» и «Сверхлюди».

## Личная жизнь
Хьюсон совершила каминг-аут как гендерквир в возрасте 16 лет. Хьюсон просит при упоминании использовать местоимения они/их. В 2020 году Хьюсон получила награду, от Кампании за права человека за пропаганду ЛГБТ.